# Laurencekirk
Laurencekirk (in gaelico scozzese: Coinmheadh; in Scots: Lowrenkirk) è una cittadina di circa 1 900 abitanti della Scozia nord-orientale, facente parte dell'area amministrativa dell'Aberdeenshire (contea tradizionale: Kincardineshire). È la principale località del distretto di Howe of the Mearns.

## Etimologia
Il nome della cittadina ricorda la presenza in loco di una chiesa dedicata a san Lorenzo di Canterbury.

## Geografia fisica

### Collocazione
Laurencekirk si trova, nell'estremità sud-orientale dell'Aberdeenshire,,  tra Brechin (Angus) e Stonehaven (rispettivamente a nord-est della prima e a sud-ovest della seconda), a pochi chilometri ad ovest della località costiera di Inverbervie, a circa 17 km a nord della località costiera di Montrose (Angus) e ad una cinquantina di km a sud di Aberdeen.

## Società

### Evoluzione demografica
Al censimento del 2004, Laurencekirk contava una popolazione pari a 1 950 abitanti.

## Storia
L'originario villaggio di Kirkton of Coveth/St Laurence, che possedeva una chiesa dedicata a san Lorenzo di Canterbury, si sviluppò a partire dagli anni settanta del XVIII secolo, dopo l'acuqisto della tenuta di Johnston da parte di Frances Garden, signore di Gardenstone.
Nel 2009 fu riaperta la stazione ferroviaria, che era stata precedentemente chiusa nel 1967.

## Economia
Principali attività economiche di Laurencekirk sono l'agricoltura, l'allevamento e l'industria tessile.